# Antoni (Scharba)
Antoni, imię świeckie John Scharba (ur. 30 stycznia 1947) – amerykański duchowny prawosławny, metropolita Ameryki i głowa Ukraińskiego Kościoła Prawosławnego Stanów Zjednoczonych oraz p.o. zwierzchnika Ukraińskiego Autokefalicznego Kościoła Prawosławnego w Diasporze.

## Życiorys
26 listopada 1972 przyjął święcenia kapłańskie. W 1982 r. złożył śluby zakonne. 6 października 1985 odbyła się jego chirotonia biskupia. Od 2013 r. jest metropolitą Ameryki.